# Augustinern 49 (Quedlinburg)

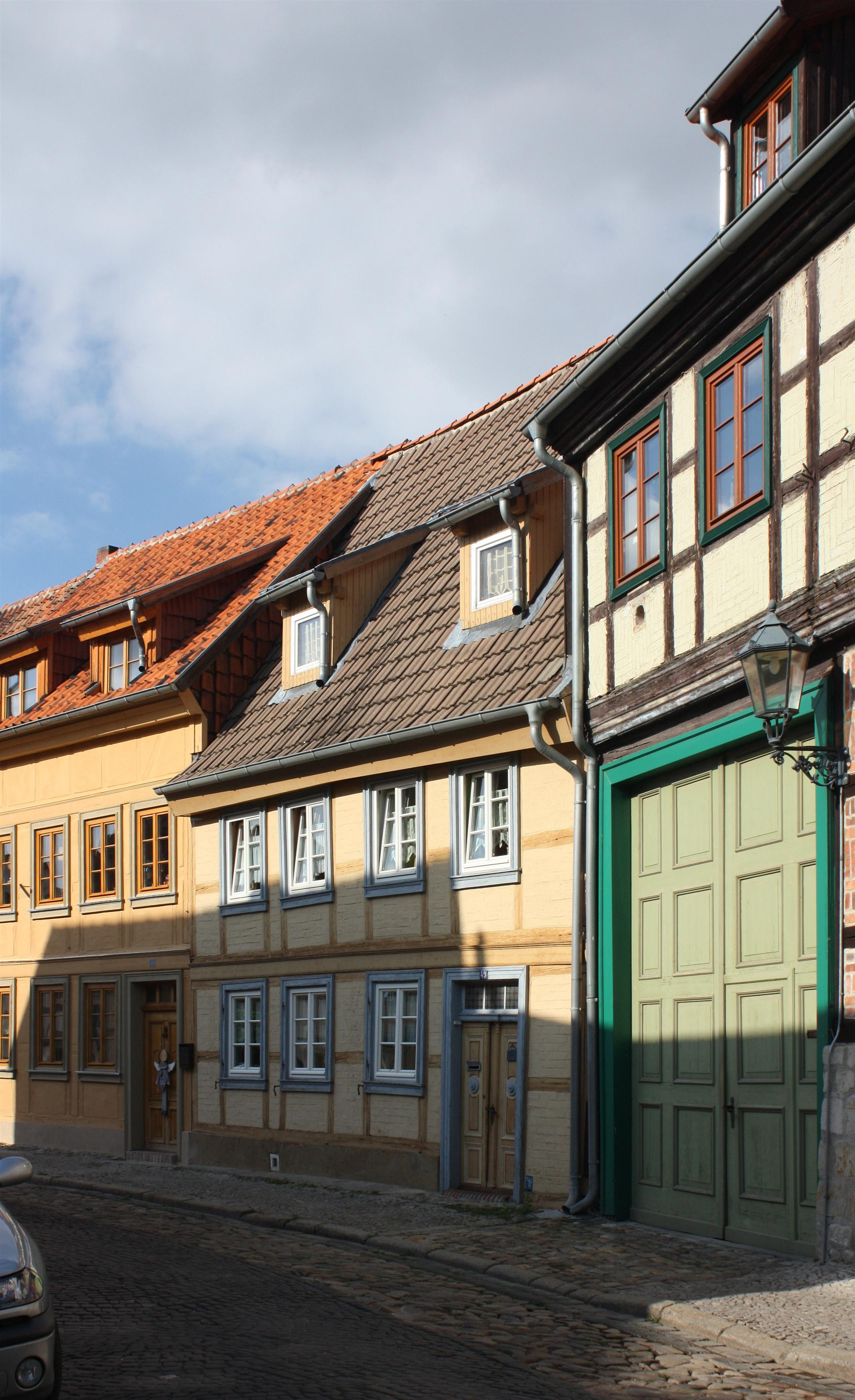
Haus Augustinern 49

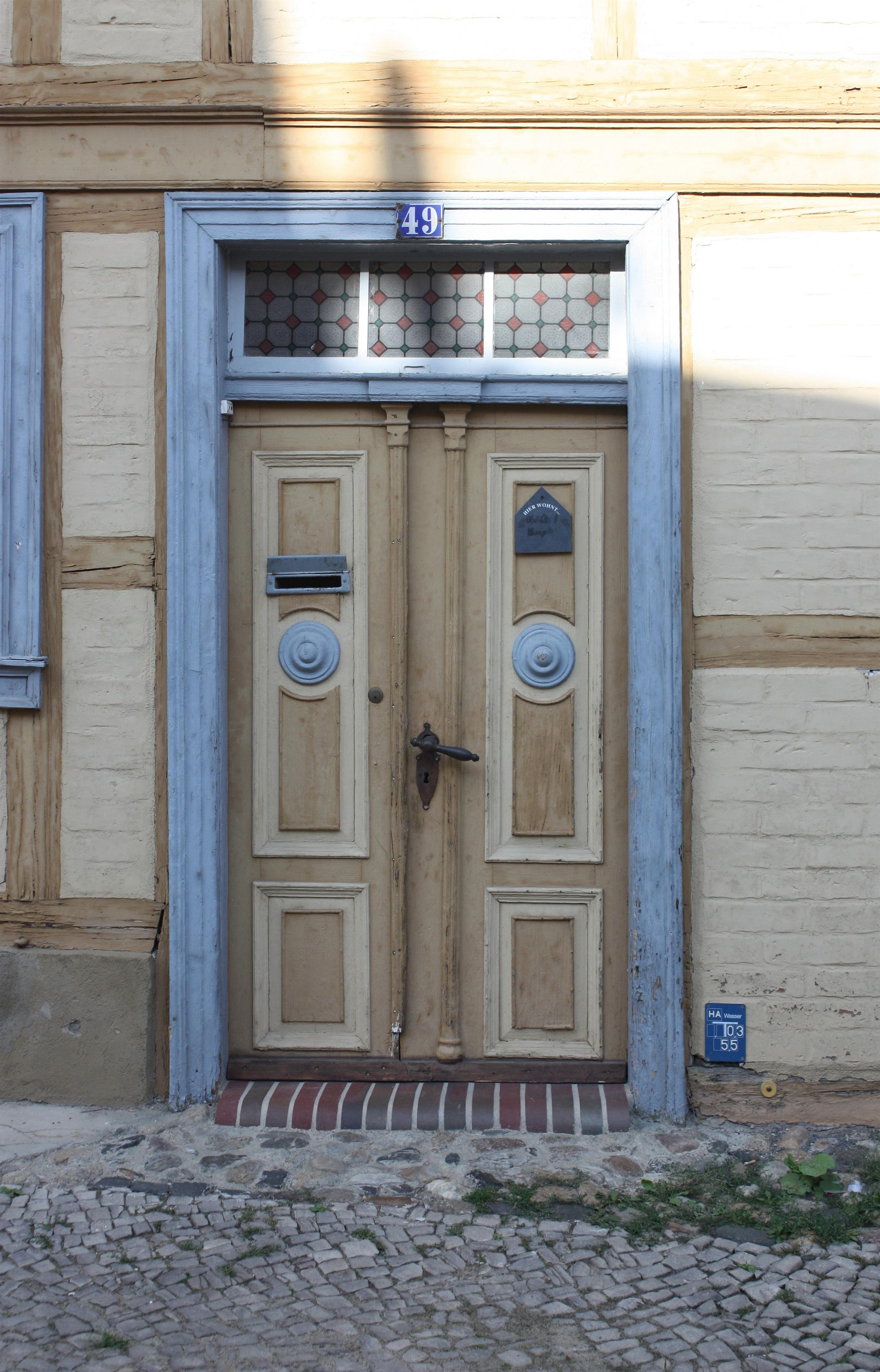
Haustür

Das Haus Augustinern 49 ist ein denkmalgeschütztes Gebäude in der Stadt Quedlinburg in Sachsen-Anhalt.

## Lage
Es befindet sich im nördlichen Teil der historischen Quedlinburger Neustadt und gehört zum UNESCO-Weltkulturerbe. Im Quedlinburger Denkmalverzeichnis ist es als Wohnhaus eingetragen. Östlich grenzt das gleichfalls denkmalgeschützte Haus Augustinern 50 an.

## Architektur und Geschichte
Das schlichte zweigeschossige Fachwerkhaus entstand vermutlich in der Zeit um das Jahr 1800. Bedeckt ist das Gebäude mit einem steilen Dach. Die Haustür stammt etwa von 1880, während die Fenster jüngeren Datums sind.